# Игл-Лейк (Техас)
Игл-Лейк (англ. Eagle Lake) — город на юго-востоке округа Колорадо, Техас, США. По результатам переписи 2010 года население составляло 3,639 человек. Здесь находится поле для гольфа, самое большое частное озеро в Техасе и региональный аэропорт Игл-Лейка, обслуживающий легкие самолеты.
Озеро, наряду с прилегающими рисовыми полями, привлекает большое разнообразие перелетных птиц. Игл-Лейк известен как «Мировая столица гусиной охоты», и также граничит с заповедником дикой природы.

## История
Первая газета в Игл-Лейке была издана Джозефом Мэнсфилдом в 1880-х.

## География
Игл-лейк находится на востоке округа Колорадо, точнее на 29°35′16″ с. ш. 96°19′48″ з. д..
Альтернативная трасса 90 США (Альт. 90 США) проходит через Игл-Лейк, потом к востоку от Хьюстона на 106 км, затем к западу от Халлетсвилла на 61 км. Сам же Игл-Лей расположен на 26 км юго-восточнее Колумбуса, центра округа Колорадо.
По данным Бюро переписи населения США, общая площадь Игл-Лейка составляет 7.2 км², из которых лишь 0.01 км² или 0,19 % водной поверхности.

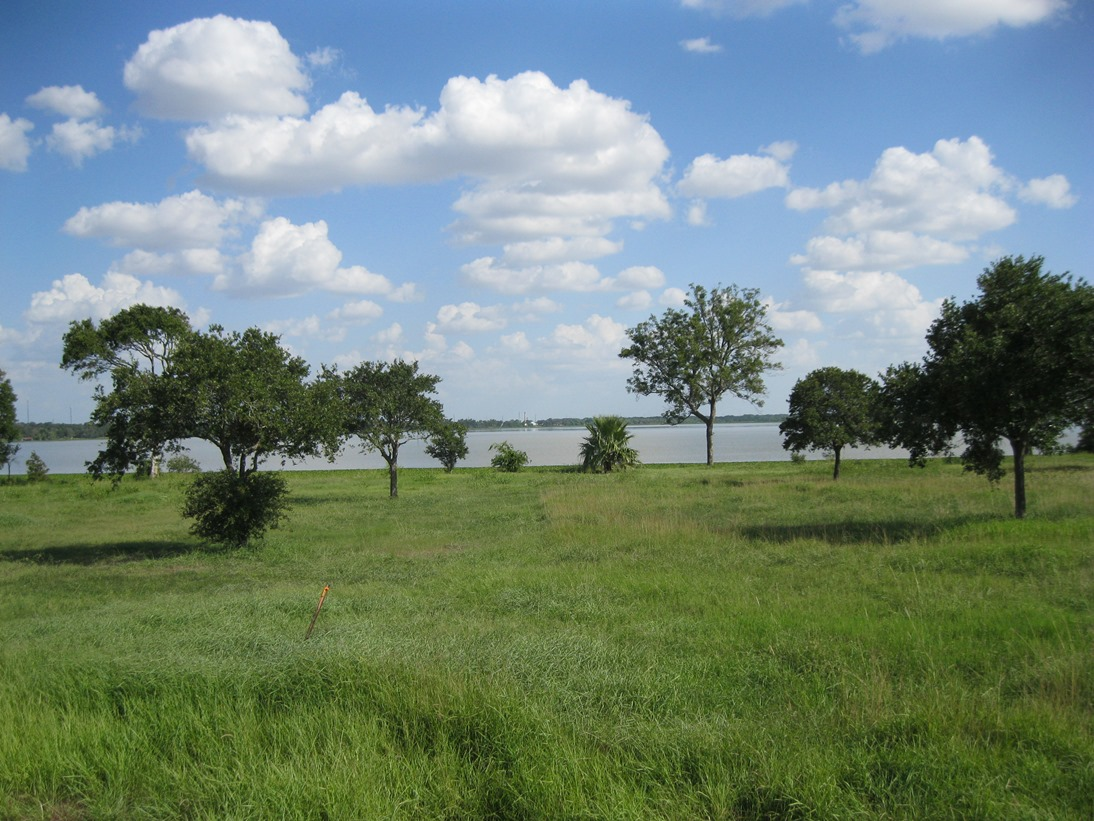
Одноименное озеро Игл-Лейк, вид с севера от озера
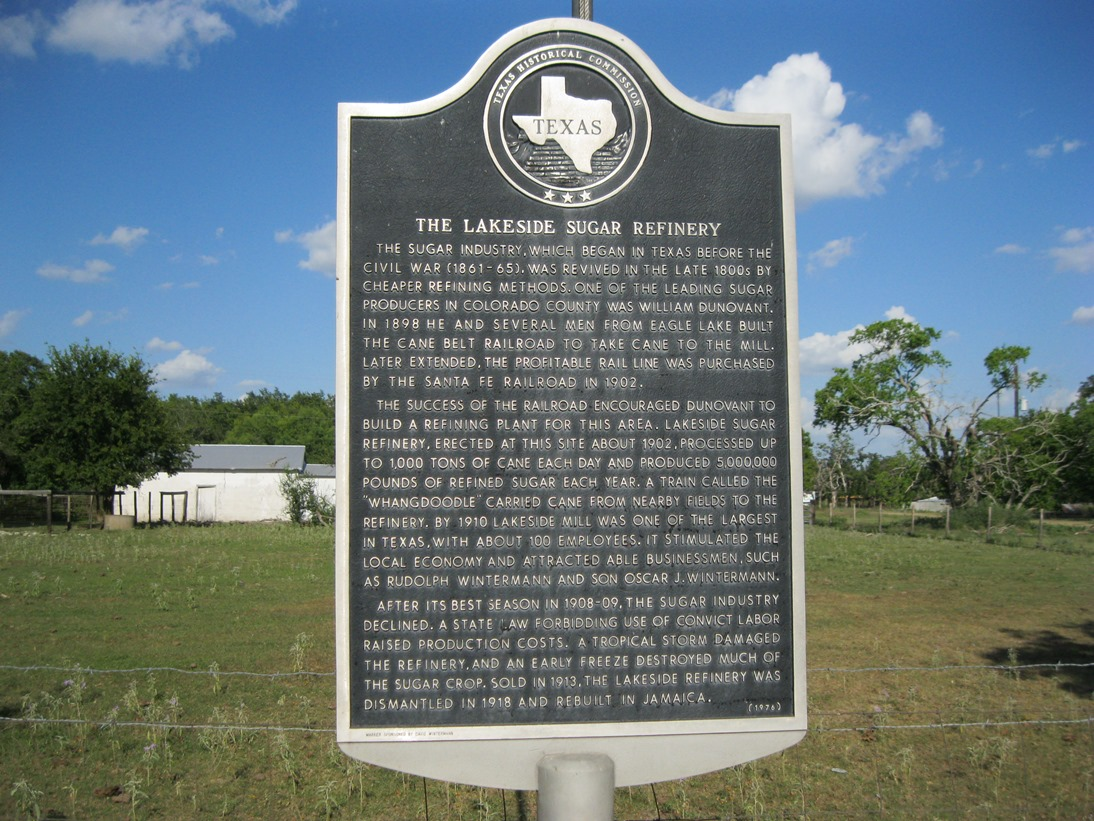
Участок завода по производству сахарного тростника на FM 102
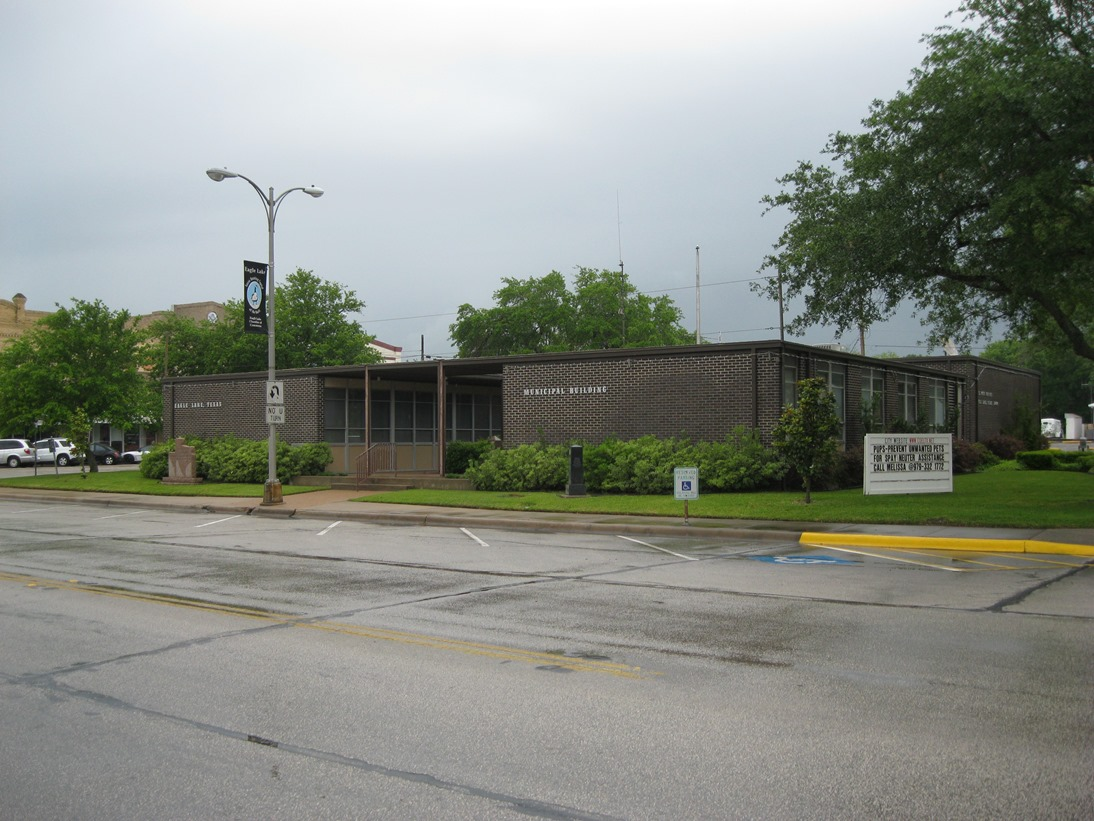
Муниципальное здание на FM 102 в центре города

## Население
Согласно переписи 2000 года в Игл-Лейке проживали 3,664 человек (из которых 935 семей) и было зарегистрировано 1,296 различного жилья. Плотность населения была 520.1 человек/км2. Плотность застройки 1500 единиц жилья была в среднем 212,9/км2. Расовое разнообразие города значилось 52,78 % белыми, 23,39 % афроамериканцами, 0,66 % коренными американцами, 0,03 % жителями тихоокеанских островов, 20,47 % прочими расами и 2,67 % смешанными расами. Испаноязычные или латиноамериканцы любой расы составляли 44,21 % населения.
Из 1296 жилищ в 36,3 % проживали дети в возрасте до 18 лет, 52,0 % составляли жилища супружеских пар, 16,5 % составляли жилища женщин-одиночек, а в 27,8 % не проживали семьи. В около 23,8 % проживал лишь один человек, а в 11,5 % из них проживали одинокие люди в возрасте 65 лет и старше. Средний размер жилья — 2.78, а семьи — 3.31 человек.
В городе население распределено следующим образом: 29,9 % в возрасте до 18 лет, 9,2 % от 18 до 24, 25,0 % от 25 до 44, 22,0 % от 45 до 64 и 13,9 % в возрасте 65 лет и старше. Средний возраст жителей составил 34 года. На каждые 100 женщин приходилось 95,9 мужчин. На каждые 100 женщин старше 18 лет приходилось 91,9 мужчин.

## Экономика
Исторически Игл-Лейк был сельскохозяйственной общиной, в котором основной культурой являлся рис. Также в городе выращивали хлопок, зерно и крупный рогатый скот; также там добывали песок и гравий из шахт в окрестностях. 
По данным переписи населения 2000 года, средний доход на одно жилье в городе составлял 27 101 доллар, а семьи — 29 201 доллар. Средний доход мужчин составлял 26 025 долларов, 20 299 долларов у женщин. Доход на душу населения в городе составлял 12 426 долларов. Около 15,0 % семей и 19,7 % всего населения находились ниже черты бедности, в том числе 24,0 % из них младше 18 лет и 17,8 % в возрасте 65 лет и старше.

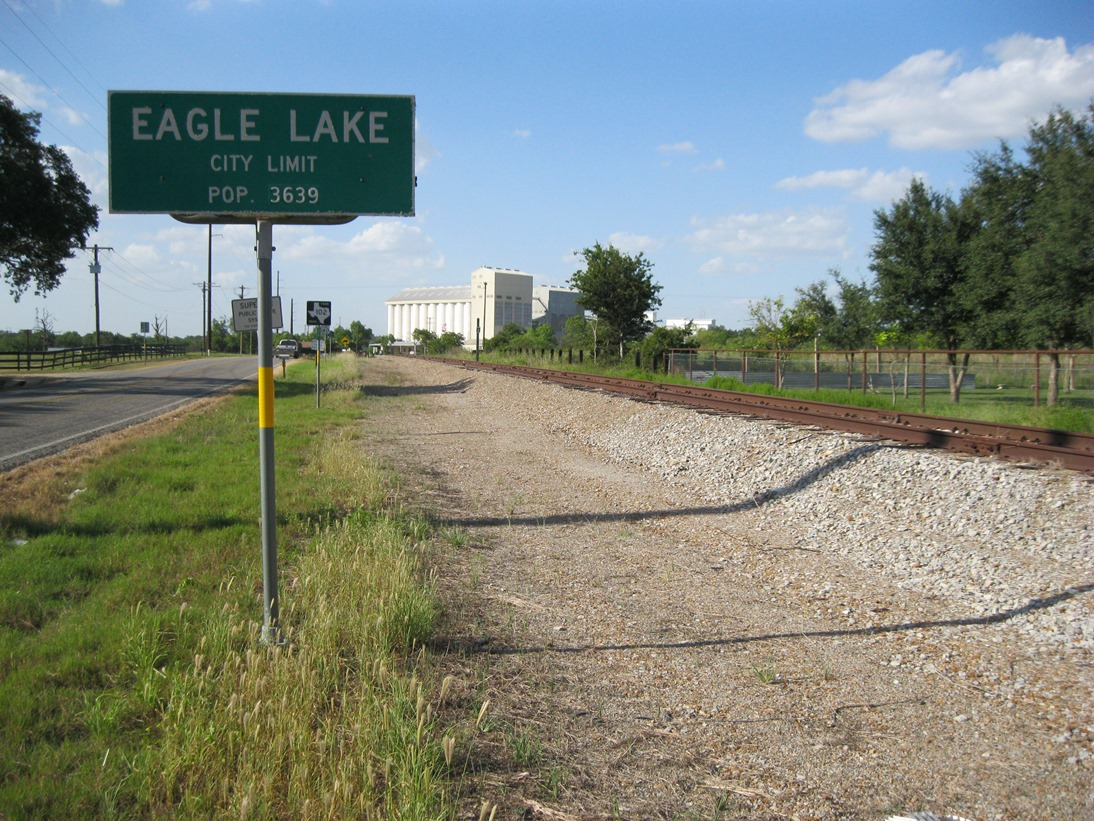
Знак границы города с предприятием для сушки риса на заднем плане
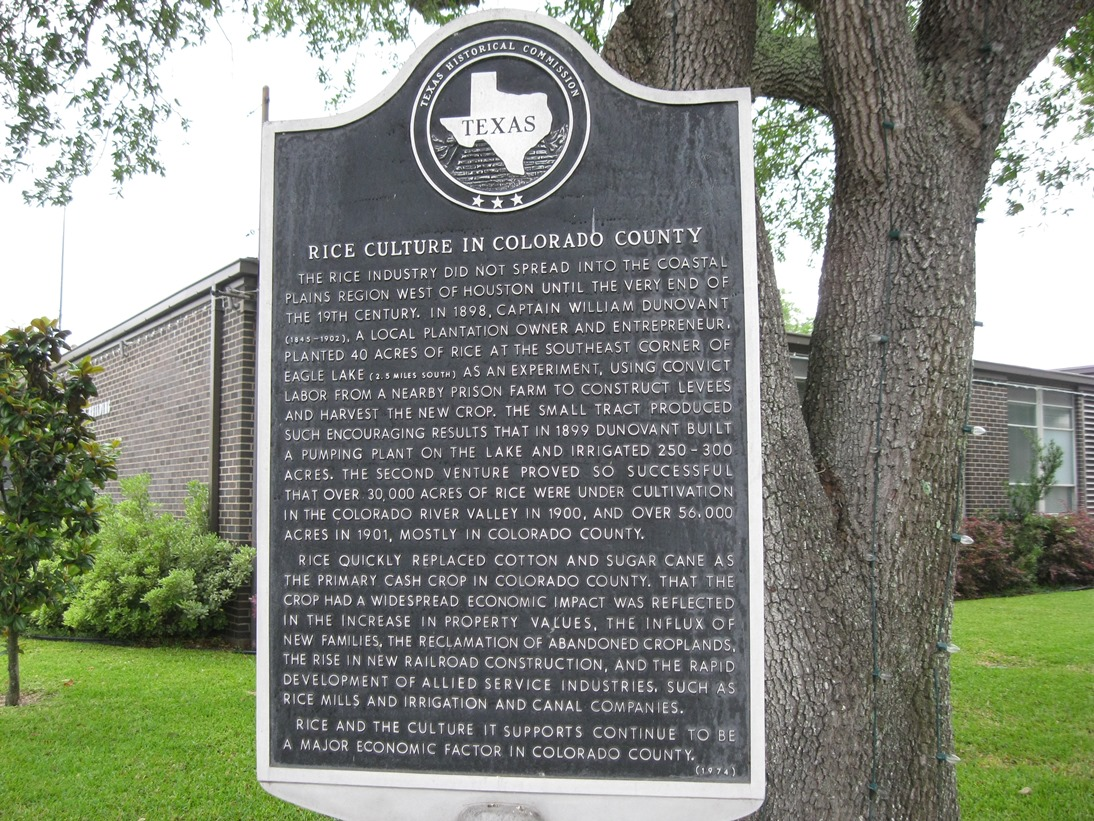
Историческая табличка со сведениями о выращивании риса в Игл-Лейке
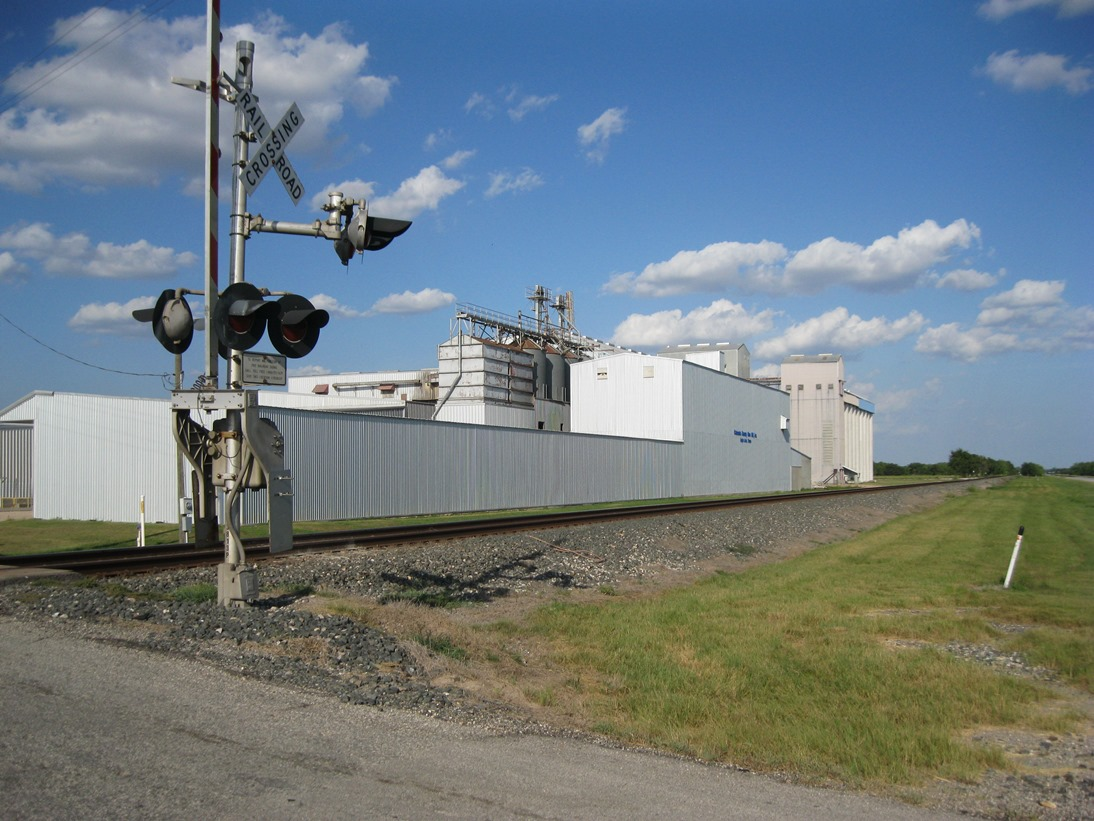
Рисовая мельница округа Колорадо на шоссе США 90А и железной дороге Юнион Пасифик

## Образование
Образование в Игл-Лейке обслуживается Рисовым Консолидированным независимым школьным округом.
Библиотека Юла и Дэвида Винтерманнов — публичная библиотека Игл-Лейка, открытая 9 февраля 1975 года. Мр и Мр-с Дэвид Р. Винтерманн первоначально предложили возвести новое здание библиотеки в 1973 году. Архитектором проекта стал Артур Дж. Уилродт из Колумбуса. Она заменила существующую библиотеку, которая размещалась в небольшой части Общественного центра.
Назначенным общественным колледжем Рисового КНШО является Младший колледж округа Уортон.

## Медиа
В городе продается еженедельная газета Житель округа Колорадо.